# Русаков, Геннадий Александрович
Генна́дий Алекса́ндрович Русако́в (15 августа 1938, село Новогольское, Воронежская область) — советский и российский поэт, переводчик. Лауреат премии «Поэт» (2014).

## Биография
Из семьи учителей. Отец погиб на фронте в 1941, мать умерла в 1943. Детство провёл в Мелекессе. Воспитывался в детском доме, бежал, беспризорничал. После личного письма Сталину (1950) был без экзаменов принят в Куйбышевское суворовское военное училище, которое и окончил (1958). Вступил в КПСС (1959). Учился в Литинституте, ушёл со второго курса, закончил 1-й Московский педагогический институт иностранных языков (1966). Работал переводчиком-синхронистом в Секретариате ООН в Нью-Йорке (1967—1973; 1977—1982), в Москве в Комитете за европейскую безопасность (1973—1975), МИД СССР (1975—1977), Секретариате ООН в Женеве (1985—1989).
Жена — поэт и переводчик Людмила Викторовна Копылова (1940—1990).

## Творчество
Печатался в периодике с 1955. Вторую книгу его стихов (1980) горячо приветствовал Арсений Тарковский, оказавший младшему собрату большую поддержку.
Стихи Русакова переведены на французский язык.
Геннадий Александрович Русаков переводил с нескольких европейских языков — современников Шекспира, старых и новых итальянских поэтов, французскую лирику (А. Шенье, В. Гюго, М. Деборд-Вальмор, А. Рембо, Аполлинер и др.).
"Плач и зов -  вот тема Русакова. Плач по утраченному. Зов, обращенный к "неведомому богу". Жестокий парадокс: именно страдание и боль утраты сделали из него крупного поэта" .

## Книги
- 1960 — Горластые ветры (Куйбышев)
- 1980 — Длина дыхания (М.: Советский писатель)
- 1985 — Время птицы (М.: Советский писатель)
- 1987 — Сонеты современников Шекспира (М.: Книга)
- 1989 — Оклик (М.: Советский писатель)
- 2003 — Разговоры с богом (Томск; Москва: Водолей)
- 2005 — Стихи Татьяне (Томск; Москва: Водолей)
- 2008 — Избранное (М.: Время)
- 2016 — Увидеть ветер (Томск; Москва: Водолей)
- 2016 — Сиротство начиналось с Мелекесса (Ульяновск: Корпорация технологий продвижения)

## Признание
- Премия журнала «Знамя» (1996).
- Малая Премия Аполлона Григорьева (1999).
- Литературная премия «Венец» (2011)[3].
- Национальная премия «Поэт» (2014).
- Премия «Писатель XXI века» (2016) за выдающиеся достижения в русской поэзии и книгу стихов «Дни»[4].